# エドワード・クリントン (1624-1657)
クリントン卿エドワード・クリントン（英語: Edward Clinton, Lord Clinton、1624年12月30日洗礼 – 1657年）は、イングランド王国の政治家。クリントン卿の儀礼称号を使用した。

## 生涯
第4代リンカーン伯爵セオフィラス・クリントンと1人目の妻ブリジット・ファインズ（初代セイ＝シール子爵ウィリアム・ファインズの娘）の息子として生まれ、1624年12月30日にロンドンの聖ブリード教会で洗礼を受けた。
1646年から1648年までコーリントン選挙区の代表として長期議会の議員を務めたが、プライドのパージで議員職から追われた。
1652年までにアン・ホールズ（Anne Holles、1707年10月没、第2代クレア伯爵ジョン・ホールズの娘）と結婚、1男をもうけた。
- エドワード（1650年頃 – 1692年） - 第5代リンカーン伯爵

1657年にコヴェント・ガーデンで死去した。父に先立って死去したため、爵位を継承することはなかった。